# Rugby Union European Cup 1952
La Rugby Union European Cup de 1952  fue la 1° edición con esta denominación y la 4° temporada del segundo torneo en importancia de rugby en Europa, luego del Torneo de las Seis Naciones.

## Resultados

### Cuartos de final
| 2 de marzo | Bélgica | 8 - 16 | RFA |  |  |

| 13 de abril | Italia | 6 - 0 | España |  |  |

### Semifinales
| 27 de abril | Italia | 14 - 6 | RFA |  |  |

### Final
| 17 de mayo | Italia | 8 - 17 | Francia |  |  |

| Bandera de Francia |
| Campeón Francia    |
| Cuarto título      |